# Aliens versus Predator (jeu vidéo, 1999)
Pour les articles homonymes, voir Aliens vs. Predator.
 (octobre 2016).
Si vous disposez d'ouvrages ou d'articles de référence ou si vous connaissez des sites web de qualité traitant du thème abordé ici, merci de compléter l'article en donnant les références utiles à sa vérifiabilité et en les liant à la section « Notes et références ».
Aliens versus Predator est un jeu vidéo de tir en vue à la première personne (FPS), sorti le 30 avril 1999 et le 25 mai 1999 en Europe.
Il est édité par Fox Interactive et développé par le studio anglais Rebellion sur PC. La licence Aliens versus Predator est née de la scène finale du film Predator 2 dans laquelle le vaisseau Predator montre une salle des trophées où l'on peut clairement apercevoir un crâne d'Alien.
Le thème du jeu reprend donc deux grands classiques du cinéma d'horreur et de science-fiction en réunissant des Aliens et des Predators, deux espèces extra-terrestres les plus redoutées. Le jeu a sa propre histoire et ne reprend aucun héros des films. L'aventure se déroule dans une période proche de celle du film Alien.
Le jeu propose trois campagnes très différentes pour chaque espèce (Marine, Predator et Alien) ainsi que plusieurs modes multijoueur, dont un mode coopératif. Rebellion est le premier studio à avoir adapté cette licence sur PC.

## Synopsis
Le jeu se découpe en trois campagnes :  United States Colonial Marine Corps, Predator et Aliens.
Côté marines, l'action commence sur Pandora Base, une installation appartenant à Weyland-Yutani sous la protection de l'USCMC. Elle sert de laboratoire de recherche en biologie sur des Aliens. Lors d'une expérience plusieurs Aliens s'échappent et commencent à semer le chaos dans le centre. La base est évacuée en urgence et tous les vaisseaux partent en orbite. Le joueur incarne un simple soldat très paresseux qui a raté la navette de secours parce qu'il faisait une sieste. Sa mission principale sera donc de trouver un moyen de s'échapper de la planète.
Le joueur peut également incarner un Predator dans la campagne dédiée. Alors que le Predator du joueur et sa meute sillonnent la galaxie en quête de nouvelles espèces à chasser, leur vaisseau a une avarie et s'écrase sur la planète où se trouve Pandora Base. Une escouade de l'USCMC est envoyée sur le lieu du crash et attaquent la meute. Le Predator du joueur est le seul qui n'est pas tué ou capturé. Son objectif sera d'aller libérer ses frères et venger ceux qui sont morts.
Enfin, le joueur peut prendre la place d'un Alien enfermé dans une cage de Pandora Base, victimes expériences cruelles. Il parvient à s'évader et sème la mort autour de lui à la recherche d'un vaisseau à destination de la Terre.

## Système de jeu
Chaque campagne se joue sur le mode du jeu de tir à la première personne mais apporte des variations marquées entre humains, Predators et Aliens.

## Accueil
- GameSpot : 8,3/10[1]

## Éditions

### Edition Gold
La version Gold Edition de Aliens versus Predator est sortie le 28 mars 2000. * Cette édition inclut un guide stratégique, le jeu original Aliens versus Predator accompagné de l'extension Millenium Expansion Pack qui ajoute : neuf nouvelles cartes multijoueur, deux nouvelles armes et une possibilité d'enregistrer des sauvegardes en cours de partie (jusqu'à huit emplacements par profil de joueur).

### Edition Classic 2000
Sortie le 15 janvier 2010, l'édition Aliens versus Predator Classic 2000 a été actualisée pour fonctionner sur des ordinateurs modernes utilisant DirectX 9.0c, mais également pour ajouter le support du contrôleur Windows de la Xbox 360.
En outre, cette version inclut tous les niveaux de l'édition Gold et le contenu supplémentaire du Millenium Add-On Pack. Supportant seulement le solo au départ, les fonctionnalités multijoueur ont ensuite été ajoutée.